# Oleggio
Oleggio (piemontesisch Olégg, lombardisch Vlèsc) ist eine Gemeinde in der italienischen Provinz Novara, Region Piemont.

## Lage und Einwohner
Oleggio liegt etwa 15 km nördlich der Provinzhauptstadt Novara. Die Nachbargemeinden sind Bellinzago Novarese, Marano Ticino, Mezzomerico, Momo, Vaprio d’Agogna und Vizzola Ticino (VA).
Das Gemeindegebiet umfasst eine Fläche von 37 km² und hat 14.210 Einwohner (Stand 31. Dezember 2023).

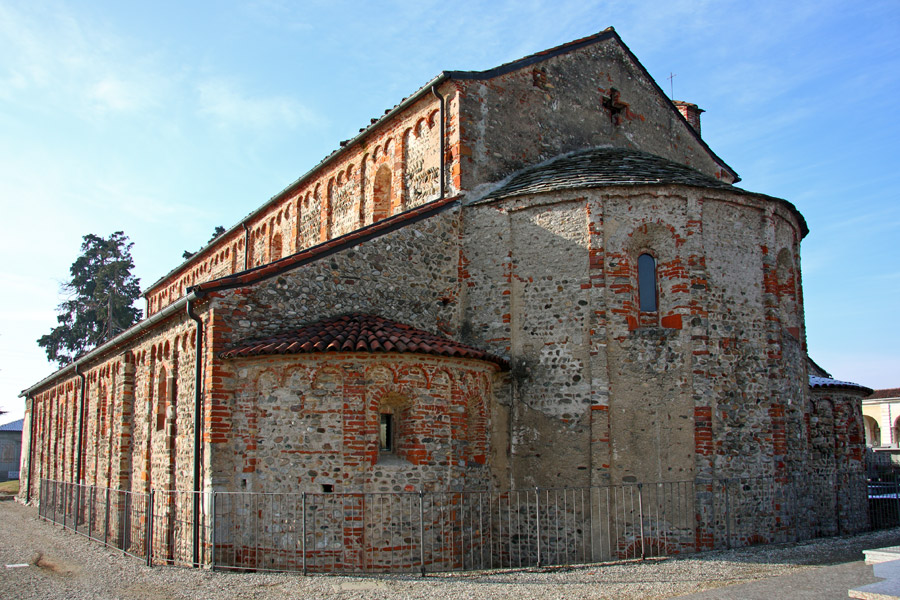
Kirche San Michele

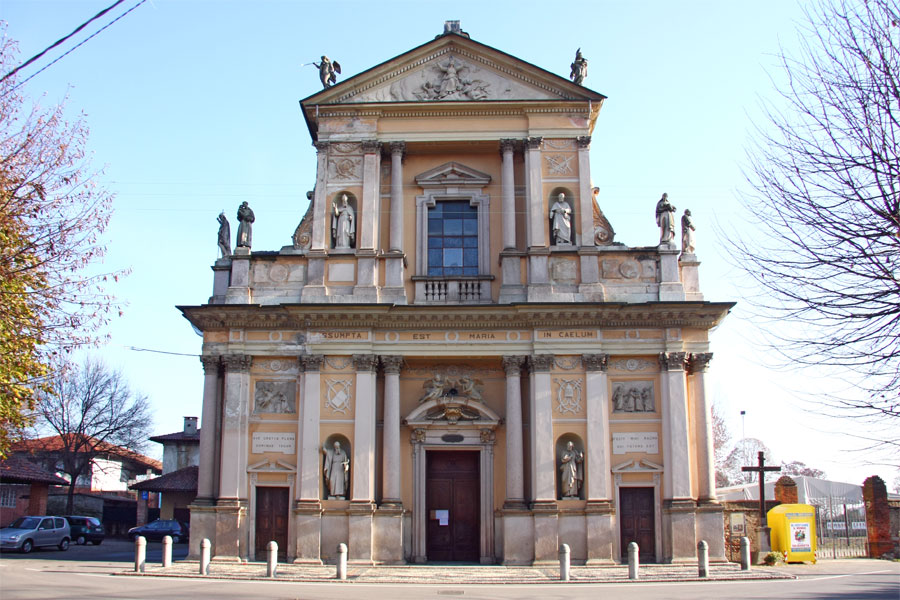
Heiligtum der Heiligen Jungfrau Mariä Himmelfahrt in Loreto

## Sehenswürdigkeiten
Die romanische Kirche von San Michele, erstmals 973 erwähnt, beherbergt in ihrem Inneren Reste eines wertvollen Zyklus romanischer Fresken aus dem 11. Jahrhundert.
Die Kirche der SS. Pietro e Paolo Apostoli, wurde zwischen 1853 und 1858 in klassischen Stil von Alessandro Antonelli erbaut.

## Söhne und Töchter
- Francesco Tubi (* 31. Dezember 1789 in Oleggio; † 17. September 1849 ebenda), Priester, Advokat, Politiker, Flüchtling in Castel San Pietro TI, wo er im Haus des Staatsrats Giovanni Battista Maggi wohnte, Abgeordneter ins erste Parlament des Königreichs Piemont-Sardinien in Turin[2]
- Stanislas Henri Verjus (1860–1892), römisch-katholischer Ordensgeistlicher und Koadjutorvikar von Neuguinea